# Darughachi

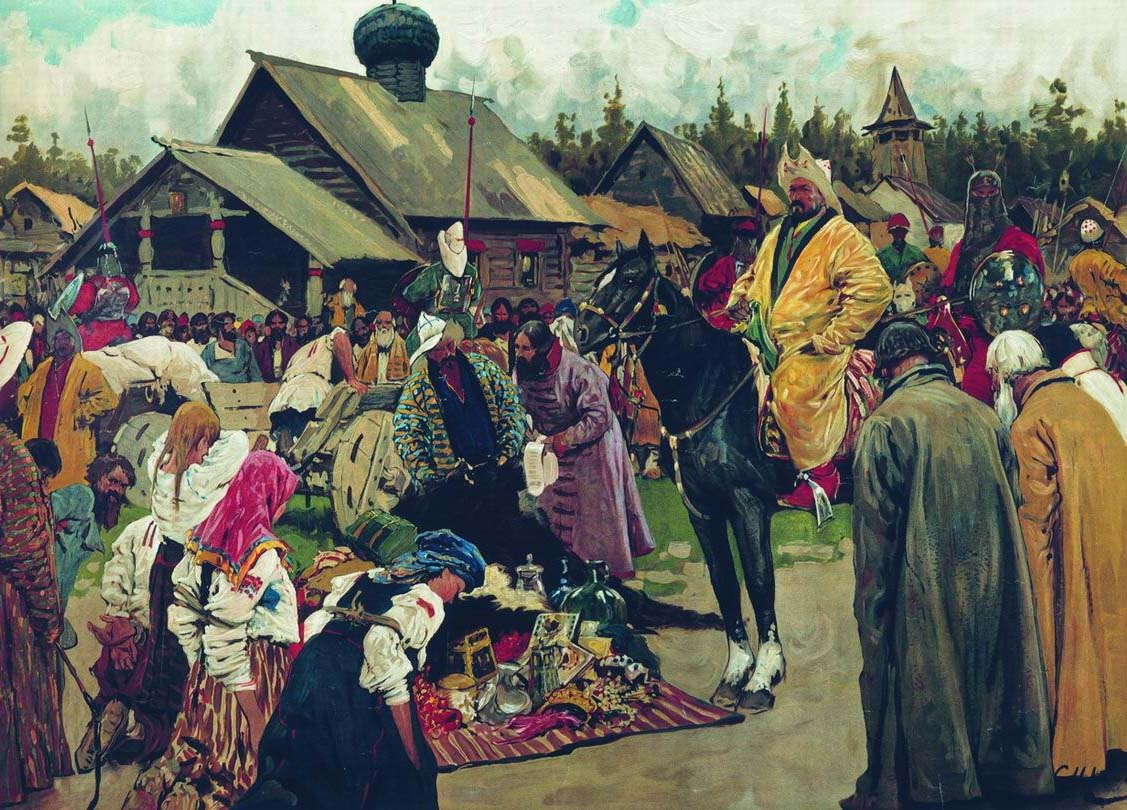
Un darugha de la Horda Dorada en una ciudad de Rus'. Pintura de Serguéi Ivanov.

Darughachi o darugači (en su forma mongola, plural darugačin) o basqaq (en forma túrquica), originalmente designaba a funcionarios del Imperio mongol a cargo de los impuestos y la administración en determinadas provincias. Es la forma plural de la palabra mongol darugha. Este término significa el guardián del sello o responsable del sellado de documentos (de daru-: "presionar, estampar") y, a veces es descrito en la literatura como gobernador. Son administradores civiles del Imperio mongol de la dinastía mongol Yuan de China, incluyendo algunas otras regiones que permanecieron bajo control mongol en los siglos XIII y XIV.

## Correspondencias y traducciones
El término corresponde al persa داروغه dārugheh, darougheh o shaḥna. y al túrquico basqaq (también escrito baskak) y a ta lu hua ch'ih (en la romanización Wade-Giles, 達魯花赤 en caracteres chinos tradicionales, 达鲁花赤 en caracteres chinos simplificados, dálǔhuāchì en romanización pinyin) en chino.
También, otras traducciones, entre los pueblos afectados por la dominación del Imperio tibetano:
- Armenio: ostikans.[4]
- Coreano: 다루가치}}, darugaci.
- Tibetano: da ra kha che.

## Historia
Este título fue establecido bajo el reinado de Gengis Jan a partir de 1211.
Cuando el jagan Ogodei derrotó a la dinastía Jin (1115-1234) (Chin), colocó un alginči y unos tammačin y darugačin en Nanging y Jungdu.
La Historia secreta de los mongoles narra que después de la invasión y conquista de los territorios de los kiptchaks y Rus' entre 1237 y 1240, Ogodei colocó a daruγačin y tammačin para gobernar a los pueblos cuyas ciudades eran Ornas, Saḳsīn, Bolghar y Kiev.
Bajo la dinastía Yuan, se reemplazó por el título de zhangguan (长官|t=長官, zhǎngguān), estableciendo uno para cada subdivisión administrativa, donde combinaba las funciones de gobernador y jefe de los ejércitos. Este título también se le otorgó a una persona al frente de un cargo del gobierno central. Este cargo generalmente recaía en un mongol, probablemente en un semu, lo que garantizaba la conservación del poder dentro de los mongoles. Algunas otras poblaciones, sin embargo, podrían tener un título administrativo con funciones cercanas.
Bajo la Horda de oro, también había un funcionario llamado basiha (en chino: 八思哈), bastante cercano, pero no del todo equivalente.
Los textos de Yanghe, en el dialecto uigur de Turfán, dicen que se le debió pagar una importante suma de oro y plata cuando se reemplazó al darugha de Turfán.
El término túrquico basqaq no aparece en fuentes de Mongolia. En fuentes rusas, los darughachi casi siempre se denominan baskak (baskaki en plural). Aparecen en el siglo XIII poco después de la conquista mongol, pero fueron retirados en 1328 y el Gran Príncipe de Vladímir (generalmente el Príncipe de Moscú) se convirtió en el recaudador de impuestos del jan y yerno imperial (kürgen), a quien se le encomendó la recolección del dan o tributos de los principados del Rus? para la Horda de Oro.
En el siglo XIII, los jefes de los darughas mongoles estaban estacionados en Vladímir y Bagdad.
Aunque los mongoles permitieron a los reyes de la dinastía Goryeo  de Corea seguir gobernando y conservar su propia forma de organización, debieron subordinarse a los jefes supremos mongoles, al principio bajo la mirada de comisionados residentes mongoles, los darughachi, después de la primera (de las seis) invasión en 1231. Según los registros, se enviaron originalmente 72 darughachi y se retiraron las guarniciones militares mongolas. Sin embargo, las repetidas rebeliones y la continua resistencia de los goryeos al dominio mongol (los darughachi originales que estaban allí fueron asesinados por fuerzas de Goryeo en el verano de 1232) dificultaron el estacionamiento de los darughachi. Si bien los eruditos se han preguntado sobre el número real de darughachi estacionados (el registro existente de 72 fue en sí mismo una derivación de un registro más antiguo que se ha perdido, probablemente, Goryeo tenía un territorio demasiado pequeño como para merecer tantos darughachi. Tampoco se conservan los nombres de ninguno de los 72, lo que es inusual considerando la importancia de su posición), y las fuentes más confiables (incluyendo al Goryeo-sa) indican que al menos algunos darughachi permanecieron en Goryeo mientras duró su vasallaje al Imperio mongol. Aunque la mención de los darughachi en Corea es escasa por las fuentes existentes, después de que se asegurase la paz entre Goryeo y el Imperio mongol en 1259, por la que se establecía como vasallo del Imperio, el estacionamiento de darughachi en Corea llegó a ser más estable, aunque después de 1280, el gobierno de Goryeo llegó a ser supervisado por una institución
mongola conocida como el Cuartel del Campo de Expedición del Este.
Después de 1921, la palabra darga ("jefe") (pronunciación jalja de darugha) reemplazó al aristocrático noyan como término para los funcionarios de alto nivel en Mongolia.